# MIL-STD-1553

Concepte del bus MIL-STD-1553

MIL-STD-1553 és un estàndard militar publicat pel Departament de Defensa dels Estats Units que defineix les característiques mecàniques, elèctriques i funcionals d'un bus de dades en sèrie. Va ser dissenyat originalment com un bus de dades aviònica per utilitzar-lo amb aviònica militar, però també s'ha fet servir habitualment en subsistemes de manipulació de dades a bord de naus espacials (OBDH), tant militars com civils, inclòs l'ús al telescopi espacial James Webb. Compta amb múltiples capes físiques de línia equilibrada redundant (normalment duals), una interfície de xarxa (diferencial), multiplexació per divisió de temps, protocol d'ordres/resposta semidúplex i pot gestionar fins a 31 terminals remots (dispositius); 32 es designa normalment per a missatges de difusió. Una versió de MIL-STD-1553 que utilitza cablejat òptic en lloc d'electricitat es coneix com MIL-STD-1773.
MIL-STD-1553 es va publicar per primera vegada com a estàndard de la Força Aèria dels EUA el 1973 i es va utilitzar per primera vegada a l'avió de caça F-16 Falcon. Ràpidament van seguir altres dissenys d'avions, incloent l'F/A-18 Hornet, AH-64 Apache, P-3C Orion, F-15 Eagle i F-20 Tigershark. Ara és àmpliament utilitzat per totes les branques de l'exèrcit nord-americà i per la NASA. Fora dels EUA ha estat adoptat per l'OTAN com a STANAG 3838 AVS. STANAG 3838, en forma de UK MoD Def-Stan 00-18 Part 2, s'utilitza al Panavia Tornado; BAE Systems Hawk (Mk 100 i posteriors); i àmpliament, juntament amb STANAG 3910 "EFABus", a l'Eurofighter Typhoon. El Saab JAS 39 Gripen utilitza MIL-STD-1553B. El MiG-35 de fabricació russa també utilitza MIL-STD-1553. MIL-STD-1553 s'està substituint en alguns dissenys més nous dels EUA per IEEE 1394 (comunament conegut com FireWire).

### Ús de bits de paraula de comandament
| Rebre o transmetre | Ubicació (subadreça) de les dades (1 - 30) | Ubicació (subadreça) de les dades (1 - 30) | Ubicació (subadreça) de les dades (1 - 30) | Ubicació (subadreça) de les dades (1 - 30) | Ubicació (subadreça) de les dades (1 - 30) | Nombre de paraules que cal esperar (1 - 32) | Nombre de paraules que cal esperar (1 - 32) | Nombre de paraules que cal esperar (1 - 32) | Nombre de paraules que cal esperar (1 - 32) | Nombre de paraules que cal esperar (1 - 32) |
| 6                  | 7                                          | 8                                          | 9                                          | 10                                         | 11                                         | 12                                          | 13                                          | 14                                          | 15                                          | 16                                          |

### Ús de bits de paraula d'estat
| Adreça del terminal remot | Adreça del terminal remot | Adreça del terminal remot | Adreça del terminal remot | Adreça del terminal remot | Error de missatge | Instrumentació | Sol·licitud de servei | Reservat | Reservat | Reservat | Cmd d'emissió rebut |
| 1                         | 2                         | 3                         | 4                         | 5                         | 6                 | 7              | 8                     | 9        | 10       | 11       | 12                  |

## Capa física
Un únic bus consta d'un parell de cables amb una impedància de 70–85 Ω a 1 MHz. Quan s'utilitza un connector circular, el seu pin central s'utilitza per al senyal bifàsic de Manchester alt (positiu). Els transmissors i receptors s'acoblen al bus mitjançant transformadors d'aïllament, i les connexions talons es ramifiquen mitjançant un parell de resistències d'aïllament i, opcionalment, un transformador d'acoblament. Això redueix l'impacte d'un curtcircuit i assegura que l'autobús no condueixi el corrent a través de l'avió. S'utilitza un codi de Manchester per presentar tant el rellotge com les dades al mateix parell de cables i per eliminar qualsevol component de corrent continu del senyal (que no pot passar els transformadors). La velocitat de bits és d'1,0 megabit per segon (1 bit per μs). La precisió combinada i l'estabilitat a llarg termini de la taxa de bits només s'especifica per estar dins del ±0,1%; l'estabilitat del rellotge a curt termini ha d'estar dins del ±0,01%. La tensió de sortida de pic a pic d'un transmissor és de 18-27 V.
El bus es pot fer doble o triple redundant utilitzant diversos parells de cables independents i, a continuació, tots els dispositius es connecten a tots els busos. Hi ha disposicions per designar un nou ordinador de control de bus en cas de fallada del controlador mestre actual. Normalment, els ordinadors auxiliars de control de vol controlen l'ordinador principal i els sensors de l'aeronau mitjançant el bus de dades principal. Una versió diferent del bus utilitza fibra òptica, que pesa menys i té una millor resistència a les interferències electromagnètiques, inclosa l'EMP. Això es coneix com MIL-STD-1773. L'experiment "AS 1773" de la NASA té una velocitat dual d'1 Mbit/s o 20 Mbit/s – probablement un predecessor de STANAG 3910.

## Capa d'enllaç
Un sistema de bus de dades múltiplex MIL-STD-1553 consta d'un controlador de bus (BC) que controla múltiples terminals remotes (RT) connectades entre si per un bus de dades que proporciona una única ruta de dades entre el controlador de bus i tots els terminals remots associats. També hi pot haver un o més monitors de bus (BM); tanmateix, els monitors de bus no poden participar específicament en les transferències de dades i només s'utilitzen per capturar o registrar dades per analitzar-les, etc. En les implementacions de bus redundant, s'utilitzen diversos busos de dades per proporcionar més d'una ruta de dades, és a dir, bus de dades redundant dual, bus de dades tri-redundant, etc. Totes les transmissions al bus de dades són accessibles al BC i a tots els RT connectats. Els missatges consisteixen en una o més paraules de 16 bits (ordre, dades o estat). Els 16 bits que comprenen cada paraula es transmeten mitjançant el codi Manchester, on cada bit es transmet com a 0,5 μs d'alt i 0,5 μs de baix per a un 1 lògic o una seqüència de baix-alt per a un 0 lògic. Cada paraula va precedida d'un pols de sincronització de 3 μs (1,5 μs de baix més 1,5 μs d'alt per a les paraules de dades i el contrari per a les paraules d'ordre i d'estat, que no es poden produir al codi de Manchester) i seguit d'un bit de paritat senar. Pràcticament cada paraula es podria considerar com una paraula de 20 bits: 3 bits per a la sincronització, 16 bits per a la càrrega útil i 1 bit per al control de paritat senar. Les paraules dins d'un missatge es transmeten de manera contigua i ha d'haver un mínim de 4 μs entre missatges. Tanmateix, aquest buit entre missatges pot ser, i sovint és, molt més gran que 4 μs, fins i tot fins a 1 ms amb alguns controladors de bus més antics. Els dispositius han de començar a transmetre la seva resposta a una ordre vàlida en un termini de 4-12 μs i es considera que no han rebut cap ordre o missatge si no s'ha iniciat cap resposta en 14 μs.